# Gottlieb Schnelle
Gottlieb Schnelle (* 21. November 1789 in Schwerin; † 6. Juli 1815 in Löwen) war ein deutscher Jurist und Kämpfer in den Befreiungskriegen.

## Leben
Gottlieb Schnelle war ein Sohn des Kommissionsrates, Stadtrichters und Bürgermeisters Johann Schnelle (um 1750–vor 1819), der einer der ersten bürgerlichen Rittergutsbesitzer in Mecklenburg wurde. Der Gutsbesitzer, Jurist und Parlamentarier Samuel Schnelle war sein Halbbruder.
Er besuchte bis 1809 die Domschule zu Schwerin und begann dann ein Studium der Rechtswissenschaften an der Universität Göttingen, wo er Mitglied des Corps Vandalia Göttingen wurde. Als Folge der Gendarmen-Affäre verließ er Göttingen und ging an die Universität Jena. Hier gehörte er am 13. Januar 1811 zu den Stiftern der Corpslandsmannschaft Vandalia und wurde ihr Senior.
Im Januar 1813 begab er sich zusammen mit Gottlieb Nagel, Theodor Körner, Friedrich Christoph Förster und Carl Müller als Freiwilliger nach Breslau und stieß dort zum Lützowschen Freikorps, wo er als Leutnant angenommen wurde und während der Befreiungskriege bis zum Ersten Pariser Frieden diente. Er war 1813 in Wöbbelin Zeuge des Todes von Theodor Körner; danach war er mit den Lützowern dem Standort Kleve am Niederrhein zugeteilt. 1815 kämpfte er im 25. Linien-Infanterie-Regiment in der Schlacht bei Ligny. Hier wurde er schwer verwundet und starb 20 Tage danach im Lazarett in Löwen.
Er war verheiratet mit Sophia Christina Margarethe, geb. Parbs (* 18. September 1778 in Dömitz; † 17. März 1863 in Schwerin), der Tochter eines Organisten. Sie ging nach Schnelles Tod 1815 eine zweite Ehe mit dem Advokaten Theodor Ludwig August Hobein († 1831) ein. Dieser zweiten Ehe entstammte der Sohn Eduard Hobein.

## Erinnerung

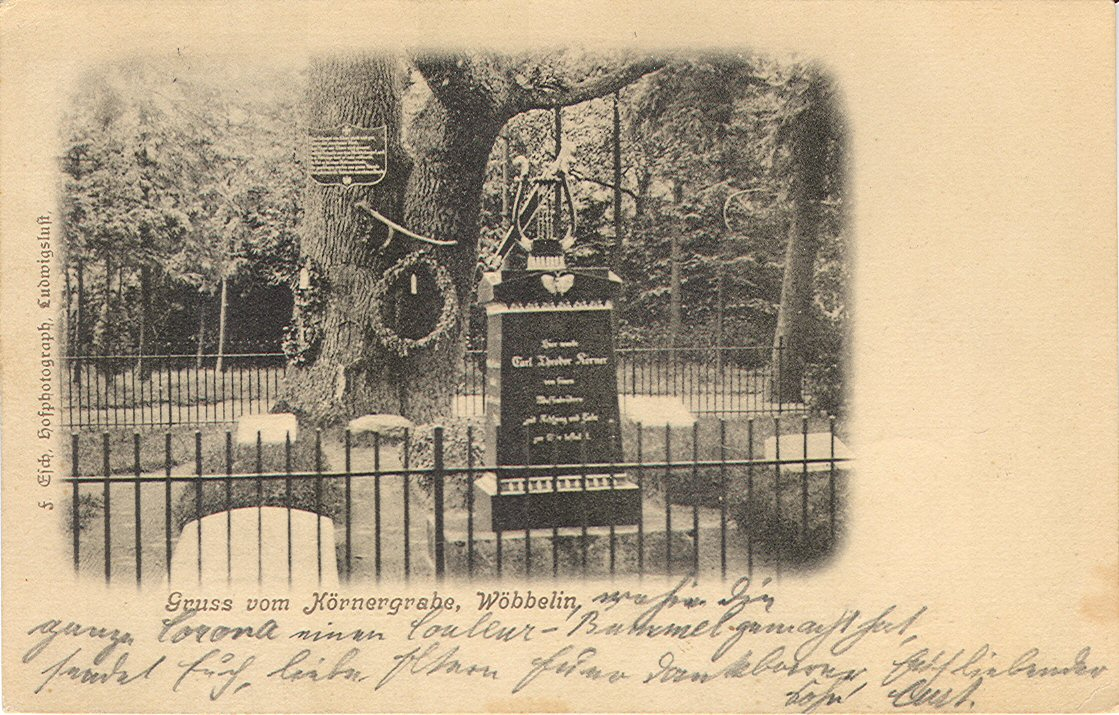
Die Körner-Eiche mit der Waffe Schnelles und der Gedenktafel um 1900

Schnelles Kampfgefährten Gottlieb Nagel und Carl Müller lösten ein ihm gegebenes Versprechen ein und nagelten 1816 seinen Degen (später als Schwert bezeichnet) an die Eiche am Grab Theodor Körners in Wöbbelin. Später kam eine anfangs hölzerne Gedenktafel mit Versen von Förster Dies Schwert von Eisen stark und gut hinzu. 
Dies Schwert von Eisen stark und gut

Führte mit eisenfestem Muth,

Deß Name mit Ehren wird genannt,

Gottlieb Schnelle aus dem Mecklenburger Land.

Drei Feldzüge hatt' er wohl vollbracht,

Da fiel er in einer Heldenschlacht,

Die geschlagen ward zur guten Stunde

Und geheißen: die Schlacht vom Schönen Bunde.
Das zweimal entwendete Schwert wurde 1845 am 30. Jahrestag der Schlacht bei Ligny mit einer Gedenkfeier erneut angebracht, zusammen mit einer nun eisernen Gedenktafel.  Die Gedenkrede bei dieser „Schwertfeier“ hielt der Schweriner Schulrat Johann Friedrich Christoph Meyer, der auch sein Schweriner Schulfreund und Kommilitone in Jena war. Ehrengast war der Ivener Amtmann Fritz Helfritz,  1813 Oberjäger, in dessen Armen Theodor Körner gestorben war.